# Pfarrkirche Laxenburg

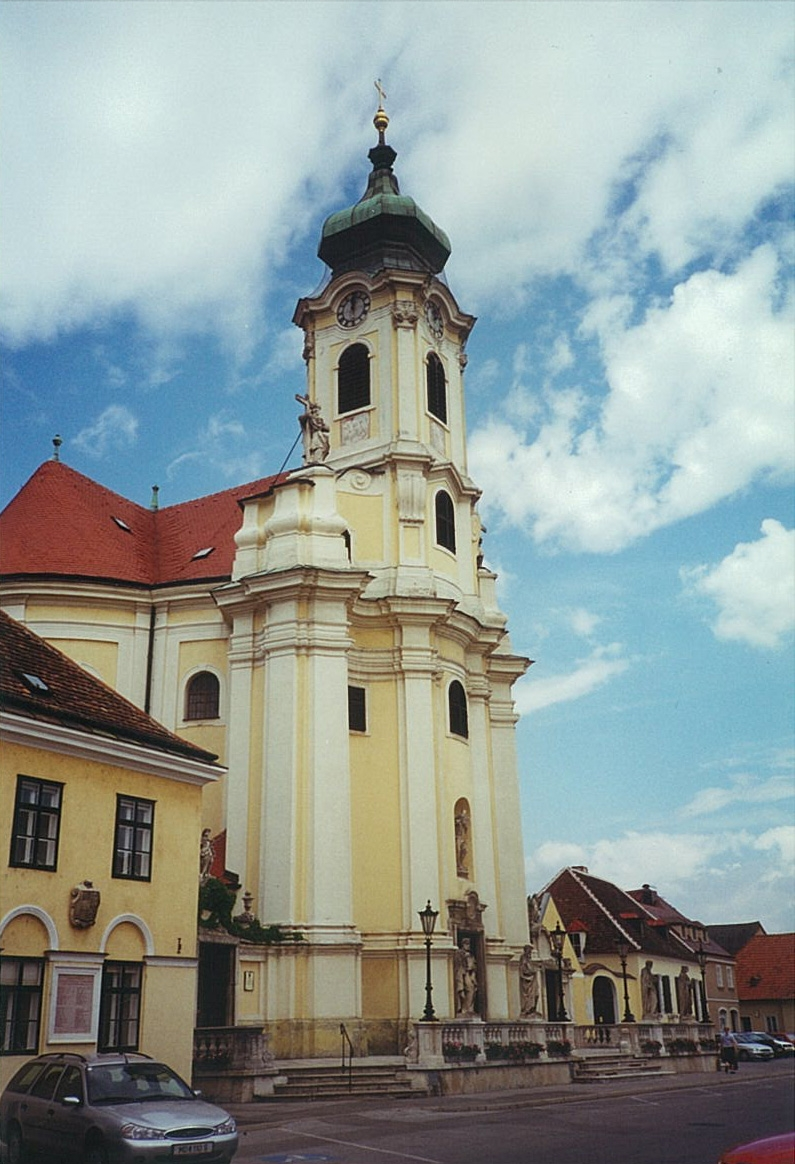
Pfarrkirche zur Kreuzerhöhung in Laxenburg

Die römisch-katholische Pfarrkirche Laxenburg steht in der Gemeinde Laxenburg im Bezirk Mödling in Niederösterreich. Sie ist dem Fest der Kreuzerhöhung geweiht und gehört zum Dekanat Mödling im Vikariat Unter dem Wienerwald der Erzdiözese Wien. Das Bauwerk steht unter Denkmalschutz.

## Geschichte
1306 ist Laxenburg ein Lehen des Landesfürsten, 1365 wird ein Degenhart als Pfarrer genannt. Das Marktrecht erhält Lachsendorf 1388. Die Vorgängerkirche wurde bei der Zweiten Türkenbelagerung zerstört.

## Heutige Kirche

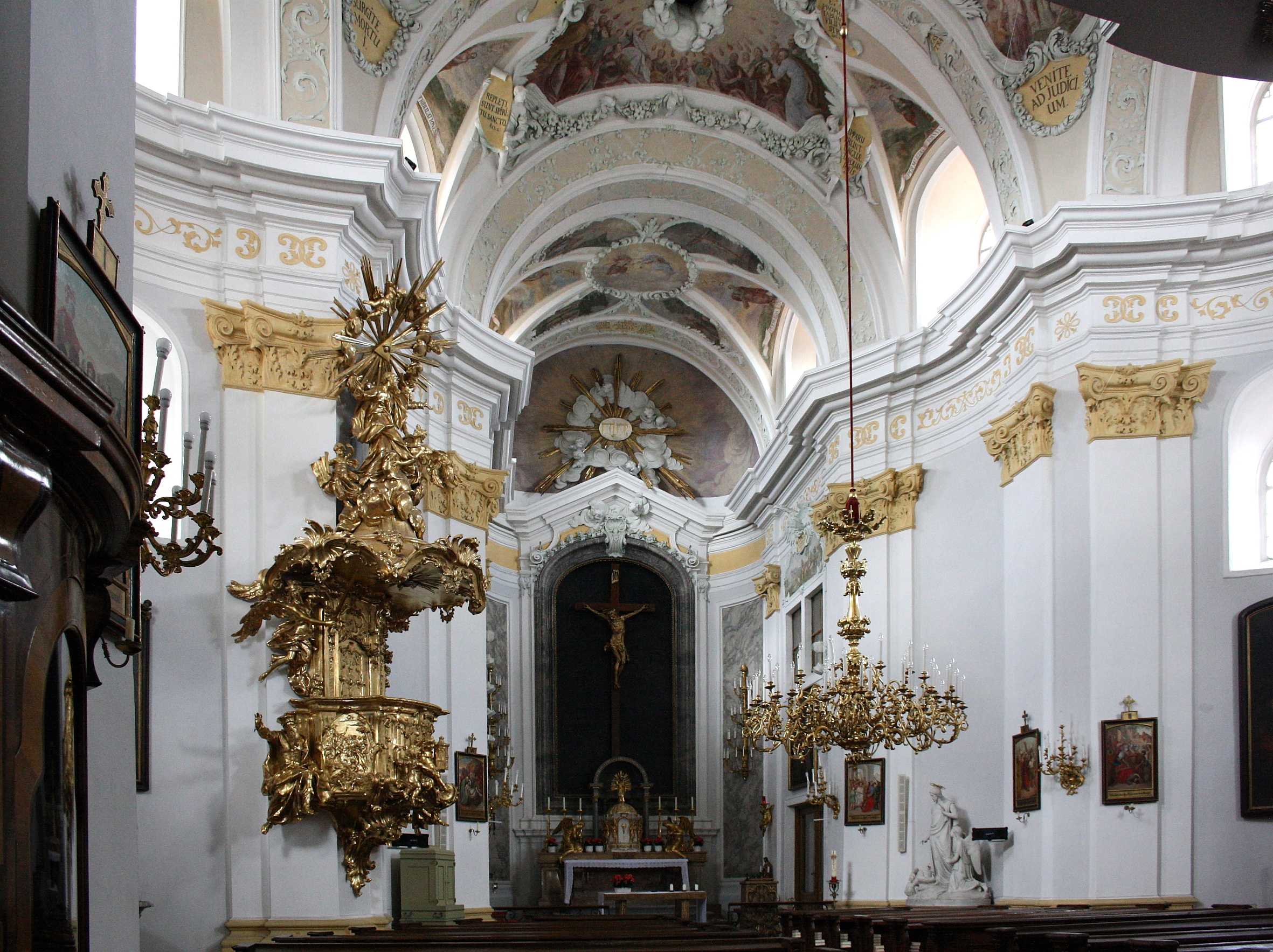
Innenansicht

Die Kirche steht direkt gegenüber dem Blauen Hof. Sie enthält als erster Bau nördlich der Alpen geschwungene Fassadenelemente (Charakteristikum des Hochbarock). Am 11. Juni 1693 nahm Kaiser Leopold I. persönlich die Grundsteinlegung vor. Architekt war vermutlich Carlo Antonio Carlone von 1693 bis 1703, die Bauleitung hatte Christian Alexander Oedtl. Die neue Kirche wurde am 31. Mai 1699 geweiht. Pfarrer Joseph Haller berichtete dem Kaiser und fügte hinzu, dass die Kirche noch keinen Turm hätte. Bereits 1712 konnte das Kreuz auf die Turmspitze gesetzt werden. Diese Bauphase leitete Matthias Steinl bis 1724. Die Steinmetzarbeiten führte Meister Johann Wieser aus Kaisersteinbruch mit dem harten Kaiserstein aus. Über die Bauarbeiten selbst existieren kaum Unterlagen. 1738 wurde das Kirchentor geschaffen. 1765–1770 baute Nikolaus von Pacassi den Chor an.
1892 wurde der Turmhelm in anderer Form ausgeführt. Die erhöhte Terrasse vor der Kirche wurde 1897/99 erneuert. Die Statuen der vier Evangelisten stammen vom Bildhauer Julius Trautzl.

## Ausstattung

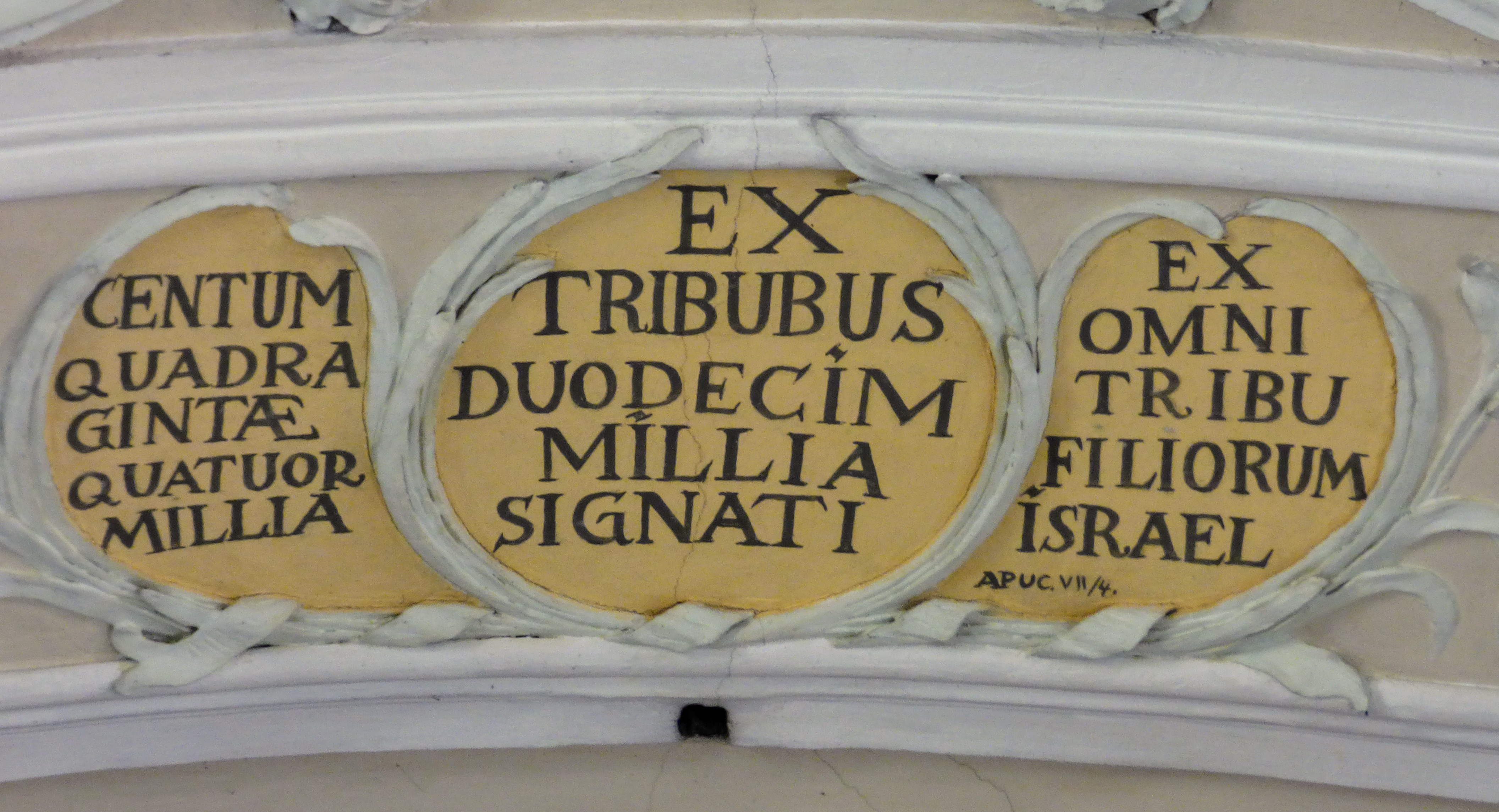
Lateinische Inschrift aus Offb 7,4 im Gewölbe

Die Gewölbemalereien in Langhaus und Chor aus der Erbauungszeit stammen von Adam Obermüller (nach einem Entwurf von Johann Michael Rottmayr ?) und wurden 1931 wieder freigelegt. Die Stuckplastik unter dem Kuppelgesims stammt von Hieronymus Alfieri (um 1700). Der Hochaltar wurde um 1784 nach einem Entwurf von Johann Ferdinand Hetzendorf von Hohenberg errichtet. Die spätbarocke Kanzel hat Johann Baptist Straub 1730/32 geschaffen. Die Orgel hat Franz Ullmann 1864 in das alte Gehäuse (1782), wo das Positiv noch von Johann Friedrich Ferstl stammt, neu gebaut.